# Puschina
Puschina o scoglio Poclib (in croato: Pohlib) è un piccolo isolotto della Croazia situato nel mare Adriatico tra le isole di Maon e Magresina; fa parte delle isole Liburniche meridionali. Amministrativamente appartiene al comune di Zara, nella regione zaratina.

## Geografia
L'isolotto è situato al centro dell'omonimo canale di Puschina (Pohlipski kanal); dista circa 3 km da Magresina e 3,5 km da Maon. Puschina ha una forma arrotondata con un diametro di circa 180 m; ha un'area di 0,025 km², una costa lunga 0,6 km e un'altezza di 7,2 km. Al centro dell'isolotto c'è un piccolo faro.

### Cartografia
- (HR) Mappa topografica della Croazia 1:25000, su preglednik.arkod.hr. URL consultato il 22 ottobre 2017.
- G. Giani, Carta prospettiva delle Comuni censuarie della Dalmazia, foglio 1, 1839. Fondo Miscellanea cartografica catastale, Archivio di Stato di Trieste.
- Carta di cabottaggio del mare Adriatico, foglio V, Milano, Istituto geografico militare, 1822-1824. URL consultato il 23 ottobre 2017 (archiviato dall'url originale il 23 agosto 2021).